# Tîrthankara

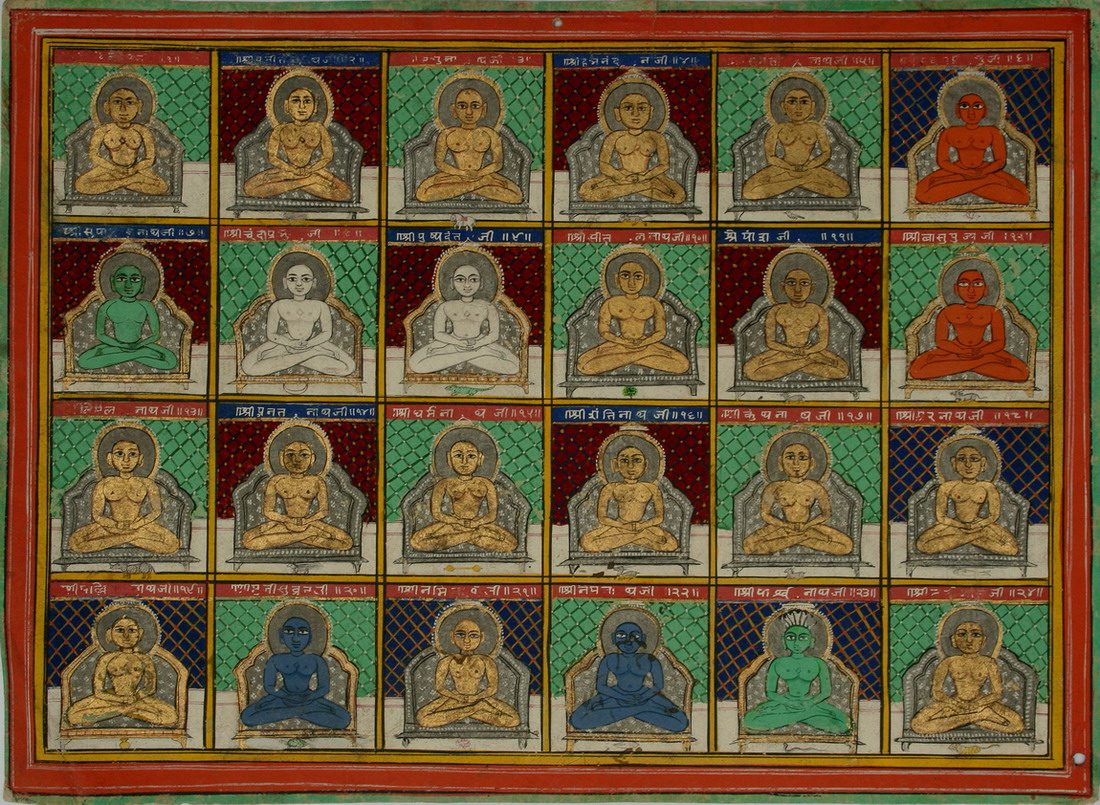
Les 24 Maîtres éveillés.

Les Tîrthankara ou Tîrthakara sont les maîtres jaïns qui sont pris comme des lumières de la foi du jaïnisme car ils ont atteint l'état d'omniscience (Kevala Jnana) ce qui leur a permis d'enseigner à des disciples la voie du moksha, de l'illumination. Ensuite la libération, le nirvana les a fait sortir du samsara. Tirthankara signifie: créateur de chemin, ou, bâtisseur de pont à travers « le fleuve de l'humaine misère », ou fondateur d'ordres (religieux).
Au nombre de 720 suivant la tradition ésotérique, seuls les 24 derniers sont vénérés.
Les deux derniers sont des personnages repérables historiquement :
- Parshvanâtha - au VIIIe ou VIIe siècle av. J.-C. - est un ascète, membre du clan des Licchavi, qui aurait fondé un ordre comprenant 8 communautés.

- Vardhamâna, dit le Mahâvîra, c'est-à-dire le Grand Héros est un contemporain du Bouddha, VIe siècle av. J.-C. traditionnellement de -599 à -527, de la même caste, Kshatriya et originaire de la même région. Il se serait inspiré de l'enseignement de Parshvanâtha pour élaborer sa doctrine. Il meurt dans la ville de Pava au Bihar.

Les statues des Tîrthankara, la plupart du temps plus petites que nature, les représentent généralement nus, debout ou assis sur un trône, et ornent des niches dans les temples jaïns comme ceux de Ranakpur ou du mont Abu. On trouve cependant à Shravanabelagola, une des villes saintes jaïnes, une statue monolithique de Gomateshvara, ou Bahubali, le fils de Rishabha, fondateur du jaïnisme, haute de 17 mètres dont la construction débuta en 978 et dura 15 ans.

## Les 24 Tîrthankaras
Ne pas oublier 20 autres Tirthankaras qui, d'après certaines croyants, vivraient actuellement, à raison de 4 sur cinq planètes de l'univers mythique jaïn, et dont le plus célèbre est Simandhar Swami (voir ce nom).
| Nom                         | Père          | Mère                   | né à             | Couleur     | Symbole                                |
| 1) Rishabha ou Adinâth      | Nabhi-râja    | Marudevî               | Ayodhya          | Jaune       | Taureau                                |
| 2) Ajitnâth                 | Jitashatrû    | Vijayadevî             | Ayodhya          | Dorée       | Éléphant                               |
| 3) Sambhavanâth             | Jitâri        | Senâ                   | Sravasti         | Dorée       | Cheval                                 |
| 4) Abhinandannâth           | Samvara       | Siddharthâ             | Ayodhya          | Dorée       | Singe                                  |
| 5) Sumatinâth               | Meghaprabha   | Sumangalâ              | Ayodhya          | Jaune d'or  | Roue ou oiseau                         |
| 6) Padmaprabha              | Dharana       | Susîmâ                 | Kausâmbhi        | Rouge       | Fleur de lotus                         |
| 7) Suparshvanâth            | Supratishta   | Prithivi               | Kâshî (Vârânasî) | Verte       | Svastikâ ou cobra à 7 têtes            |
| 8) Chandraprabha            | Mahâsena      | Lakshmanâ              | Chandrapurî      | Blanche     | Croissant de lune                      |
| 9) Pushpadanta              | Sugrîva       | Râmâ (Supriya)         | Kâkandi          | Blanche     | Crocodile ou crabe                     |
| 10) Shitalnâth              | Dridhâratha   | Sunandâ                | Bhadrikâpurî     | Jaune d'or  | Shrîvasta Svastikâ ou feuille de pipal |
| 11) Shreyâmsanâth           | Vishnu        | Vishnudri)             | Simhapuri        | Jaune d'or  | Aigle, daim ou rhinocéros.             |
| 12) Vâsupujya               | Vâsupujya     | Vijayâ                 | Champâpurî       | Rouge       | Buffle d'eau                           |
| 13) Vimalnâth               | Kritavarman   | Suramyâ                | Kampilya         | Jaune d'or  | Sanglier                               |
| 14) Anantanâth              | Simhasena     | Sarvavashâ             | Ayodhya          | Dorée       | Faucon ou ours                         |
| 15) Dharmanâth              | Bhânu         | Suvratâ                | Ratnapuri        | Dorée       | Eclair                                 |
| 16) Shantinâth              | Vishvasena    | Achirâ                 | Hastinâpura      | Jaune d'or  | Daim ou tortue                         |
| 17) Kunthunâth              | Sûrya         | Shrîdevî               | Hastinâpurî      | Dorée       | Chèvre                                 |
| 18) Aranâth                 | Sudarshana    | Mitradevi              | Hastinâpurî      | Jaune d'or  | Poisson                                |
| 19) Mallinâth               | Kumbha        | Rakshitâ               | Mithilâpurî      | Dorée       | Kalasha                                |
| 20) Munisuvrata             | Sumitra       | Padmâvatî              | Kushagranagara   | Foncée      | Tortue                                 |
| 21) Naminâth                | Vijaya        | Vaprâ                  | Mithilâpurî      | Dorée       | Lotus bleu                             |
| 22) Neminâth                | Samudravijaya | Shivâdevî              | Dwârkâ           | Rouge foncé | Conque marine                          |
| 23) Parshvanâth             | Ashvasena     | Vâmâ                   | Kashî (Vârânasî) | Bleu foncé  | Serpent ou cobra à 7 têtes             |
| 24) Vardhamana, le Mahâvîra | Siddhârtha    | Priyakarini (Trishalâ) | Kundapura        | Jaune d'or  | Lion                                   |

## Hindouisme
Le sage Kapila (fondateur mythique de la philosophie Samkhya), comme le sage Kanada (fondateur de la philosophie hindoue Vaisheshika) sont l'un et l'autre appelés par leurs disciples : Tirthankara, « qui fait passer le gué », titre identique aux prophètes du jaïnisme .